# Hôtel Verlaine
L'hôtel Verlaine est une des plus belles réalisations de style art nouveau à Liège, en Belgique.
Il a été construit en 1910 par Maurice Devignée, architecte art nouveau liégeois  de renom.

## Situation
Il se situe à Liège au no 12 de la rue Grandgagnage entre la rue Saint-Gilles et la rue Jonfosse non loin de la gare de Liège-Jonfosse.
Quelques maisons plus loin, aux no 16/18, on peut admirer un sgraffite art nouveau à relent colonialiste de l'ancienne fabrique d'armes Sévart.

## Description
La ferronnerie est ouvragée et se retrouve en alternance à chaque étage. Courbes, cercles et fleurs s'entrecroisent avec frénésie et enthousiasme.
Les étages sont parés de briques vernissées blanches interrompues par cinq bandes horizontales de pierres de taille tandis que le rez-de-chaussée est bâti de pierres de couleur ocre associées à des pierres de taille. 
Bien qu'assez étroite et haute de 4 niveaux, la façade se divise deux travées asymétriques, la travée gauche étant la plus large.

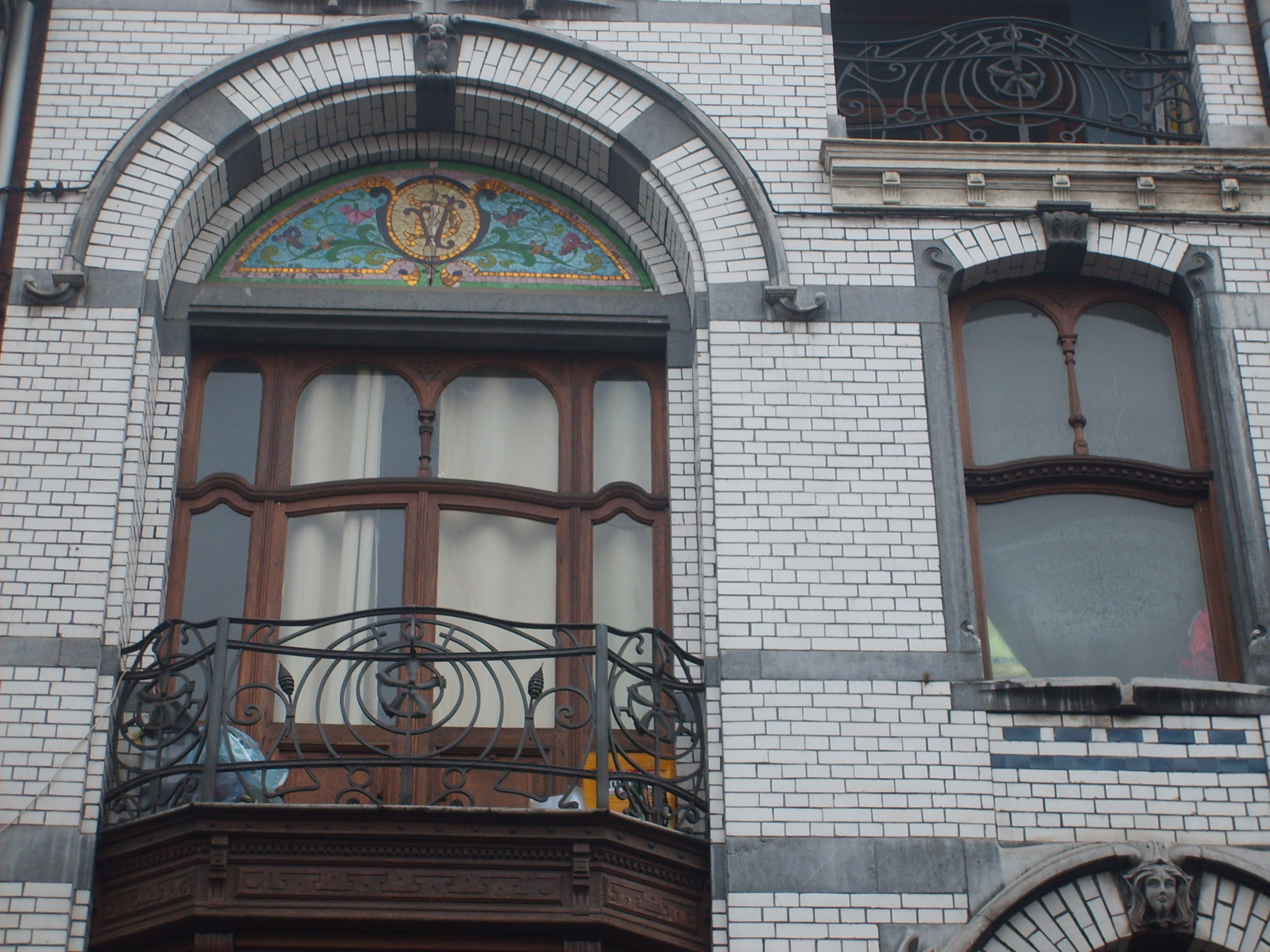
Hôtel Verlaine, 2e étage

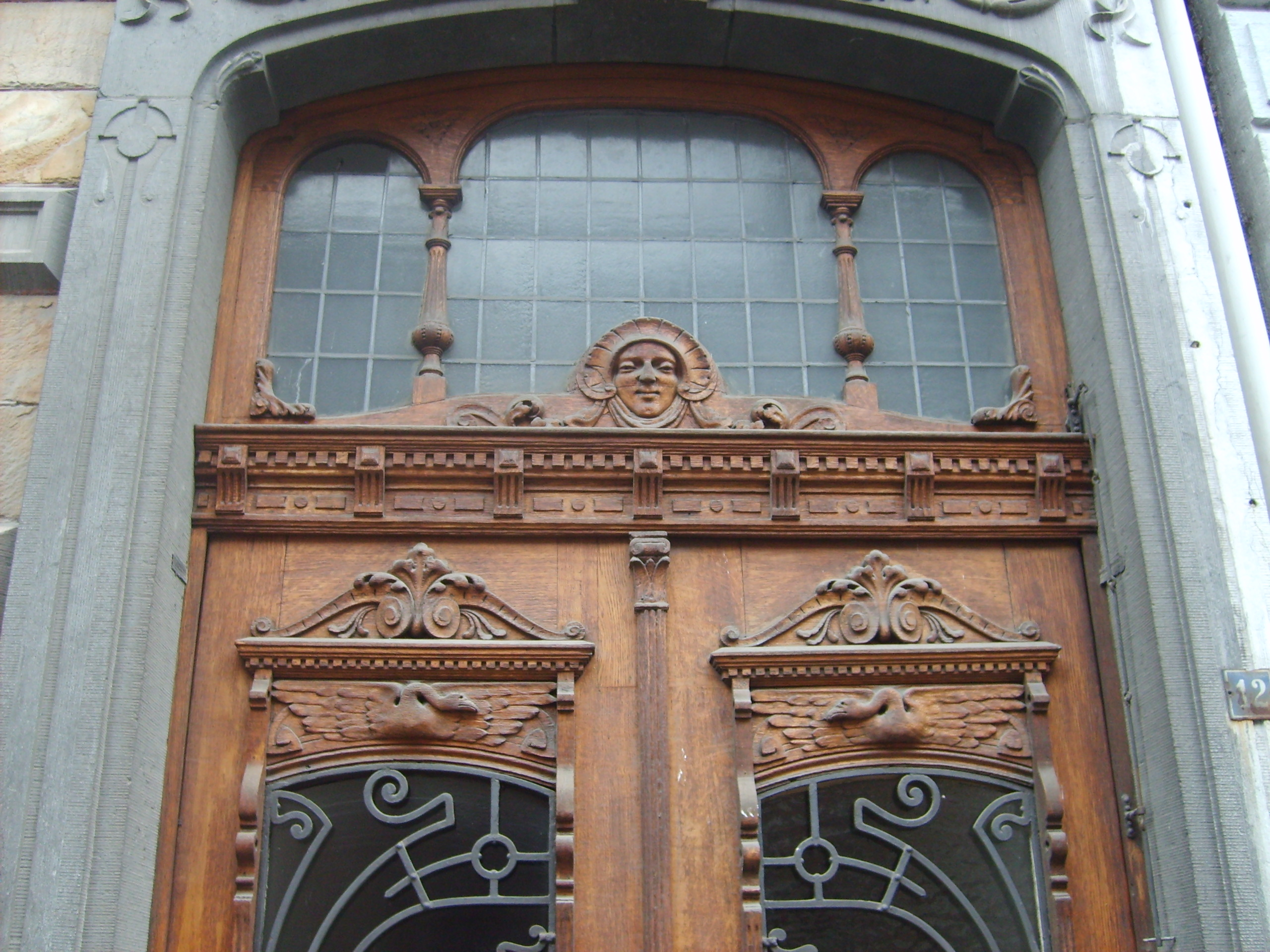
Hôtel Verlaine, porte sculptée

### Travée de gauche
Depuis la corniche et de haut en bas, on trouve deux petites baies avec boiseries formant quatre arcs, une sculpture en pierre d'un petit hibou aux ailes entrouvertes sur un arc en briques et pierres, un fronton en mosaïque très colorée avec les initiales DV (V pour Verlaine), une grande baie aux boiseries ouvragées, un petit balcon avec une rambarde en cercles et coups de fouet en fer forgé. Au premier étage, un oriel en bois sculpté est soutenu par deux piliers en fer avec chapiteau. Ils s'appuient sur une luxuriante sculpture en pierre du rez-de-chaussée et devancent une baie en trois parties munie de son grillage en fer forgé.

### Travée de droite
De haut en bas, apparaissent une loggia avec balcon ouvragé, une petite baie avec boiserie formant deux arcs, une porte-fenêtre aux boiseries courbes avec de nouveau deux arcs, un arc en briques avec une sculpture sur pierre d'un visage féminin, des vitraux et une rambarde en ferronnerie.
Au rez-de-chaussée, se dresse une solide porte en chêne massif richement et finement sculptée.
Sur la baie d'imposte formant deux arcs en plein cintre sur le côté et un arc surbaissé au centre, on peut observer des vitraux et la sculpture d'une tête d'homme souriant et curieusement coiffé. Sur chaque battant, on remarque une oie aux ailes déployées au-dessus d'une composition en fers forgés plats.